# قطعنامه ۱۰۰۰ شورای امنیت
قطعنامه  ۱۰۰۰ شورای امنیت سازمان ملل متحد که در تاریخ ۲۳ ژوئن ۱۹۹۵ تصویب شد، سندی بین‌المللی دربارهٔ قبرس است. این قطعنامه طی نشست ۳۵۴۷ام با ۱۵ رای موافق، ۰ مخالف و ۰ ممتنع تصویب شد.